# Andrés Godoy
Andrés Godoy (San Antonio (Chile), 10 de novembro de 1953) é um violonista e produtor musical chileno.
Ele é um dos músicos mais famosos do Chile.
Suas composições incorporam diversas influências, como: world music, folklore, rock, clássica, e fingerstyle.

## Biografia
Andrés aprendeu a tocar violâo aos 10 anos, quando seus pais lhe deram o instrumento de presente. Aos 14 anos, ele sofreu um acidente no qual perdeu toda a sua mão direita. Porém, ele inventou uma técnica para tocar violão com apenas uma mão, que ele chamou de "Tatap".
Em 1978, fundou o grupo de rock Andrés & Ernesto, que mais tarde se chamaria Andrés, Ernesto & Alejaica, após a junção com a banda Alejaica. A banda foi desfeita wem 1984, quando Andrés se mudou para Buenos Aires. Em solo argentino, ele tocou com os músicos Piero de Benedictis, Juan Carlos Baglietto e Fabiana Cantilo.
Em 1985 gravou seu primeiro disco solo No estamos solos. Em 1990, já novamente em solo chileno, tocou com o grupo El Grifo (1989) e mais tarde fundou o Andrés Godoy y la Divina Paciencia (1990), com o qual gravou o álbum Respiro em 1991. Em 31 de Março de 2007, gravou seu trabalho mais recente, La risa o el send.
Como produtor musical, ele trabalhou com bandas de reconhecimento no cenário musical chileno, como Sinergia, Los Peores de Chile, Los Bandoleros, Lilits, 2X, Cabrera. Além disso, foi o fundador do programa Escuelas de Rock, o qual presidiu por 10 anos (1995-2005).

### Participação em festivais
- 2012 - International Fingerstyle fest China[4]
- 2012 - Gitarrennacht Fest (Alemanha)

## Discografia
- 1986 - No estamos solos
- 1989 - Respiro
- 1995 - Diez piezas para una mano
- 2006 - La risa o el send

### Colectivos
- 2008 - Relieves de luz (DVD)